# Rei Jimbo
Rei Jimbo (神保 れい, Jimbo Rei), née le 9 juillet 1974 à Ōsakasayama, est une nageuse synchronisée japonaise.

## Carrière
Lors des Jeux olympiques de 1996 à Atlanta, Rei Jimbo remporte en ballet avec Miho Kawabe, Junko Tanaka, Miya Tachibana, Miho Takeda, Mayuko Fujiki, Akiko Kawase, Raika Fujii, Kaori Takahashi et Riho Nakajima la médaille de bronze olympique.
Elle obtient la médaille d'argent olympique aux Jeux olympiques de 2000 à Sydney en ballet avec Miya Tachibana, Miho Takeda, Raika Fujii, Yoko Isoda, Yuko Yoneda, Yoko Yoneda, Juri Tatsumi et Ayano Egami.